# Puig de Sant Isidre (Sant Joan les Fonts)
El Puig de Sant Isidre és una muntanya de 550 metres que es troba al municipi de Sant Joan les Fonts, a la comarca catalana de la Garrotxa.